# Alba Longa
Alba Longa fou una ciutat del Latium a la riba est del llac Albanus i al peu de la muntanya Albanus.
Era la principal ciutat del Latium i exercia una certa hegemonia a la Lliga Llatina.
Alba Longa havia estat el centre polític i religiós de tots els pobles llatins. Prop d'Alba, en el Mont Cavo, hi havia el santuari federal dedicat a Júpiter Latiar. No és estrany, doncs, que Alba Longa fos triada per la tradició per tal que fos l'escenari ideal d'alguns dels més importants esdeveniments.
La seva història és llegendària: fundació per Ascani (també anomenat Iulius) fill d'Enees, heroi troià. Fou governada per la ''gens Silvia'' a la qual suposadament pertanyia Ròmul, el fundador de Roma.
Es creu que almenys 8 de les 30 ciutats de la lliga llatina eren colònies d'Alba: Nomentum, Gabii, Fidenae, Collatia, Pometia, Castrum Inui, Bola i Cora. Si bé alguns escriptors fan a Alba Longa la cap de la confederació a l'època de la submissió de la confederació per Roma, per una relació de ciutats sotmeses molt més antiga se suposa que Alba fou cap d'una lliga de petites ciutats i colònies que després va quedar integrada en la major Lliga Llatina.
Durant el regnat del rei Tul·li Hostili (673-642 aC) va esclatar la guerra entre Roma i Alba Longa que va acabar amb l'annexió de la segona ciutat per la primera després del llegendari combat dels Horacis i Curiacis i la seva destrucció uns anys després com a càstig per la traïció del rei i general Meci Fufeci. Només van restar els temples que encara existien en temps d'August.